# 軟擬長鰍
軟擬長鰍為輻鰭魚綱鯉形目鰍科的其中一種，為熱帶淡水魚，分布於亞洲湄公河及湄南河流域，本魚體細長，體側具有12個黑色斑塊、背部具有10-15黑色斑塊，尾柄部有一黑色圓斑，體長可達6公分，棲息在泥底質的河川下游，以底棲性無脊椎動物及藻類為食，生活習性不明。

## 扩展阅读
維基物種上的相關：軟擬長鰍